# یاسین حامد
یاسین حامد (عربی: ياسين خالد عبدالرحمن حامد؛ زادهٔ ۱۲ سپتامبر ۱۹۹۹) بازیکن فوتبال اهل سودان-رومانی است.
از باشگاه‌هایی که در آن بازی کرده‌است می‌توان به باشگاه فوتبال سی‌اف‌آر کلوژ و آ.اس.آ ترگو مورش اشاره کرد.
وی همچنین در تیم ملی فوتبال سودان بازی کرده‌است.